# Herrljunga Drycker
Herrljunga Drycker AB, tidigare Herrljunga Cider AB är en svensk familjägd dryckestillverkare som har sin verksamhet i Herrljunga i Västergötland, som tillverkar bland annat cider och glögg av varierande alkoholhalt. 2014 omsatte de ca 200 miljoner kr exkl. dryckesskatter och hade cirka 70 anställda.
År 1911 grundades Herrljunga Saftfabriks- & försäljningsaktiebolag av frikyrkopastor Oskar Svenberg som behövde nattvardsvin. Tidigare hade företaget även ett bryggeri (Gamlestadens Bryggeri), men år 2003 fattades beslut om att lägga ner bryggeridelen. Samtidigt ändrade man namnet från Herrljunga Bryggeri till Herrljunga Cider AB, som använts tidigare.
Företaget säljer saft, cider, källvatten och glögg under varumärket Herrljunga och Dufvenkrooks samt öl som kända internationella varumärken som Lapin Kulta, Hobgoblin med flera.  Man marknadsför även alkoholfritt kommunionvin. 